# Sol Invictus (album)
Sol Invictus è il settimo album in studio del gruppo musicale statunitense Faith No More, pubblicato il 19 maggio 2015 dalla Reclamation Recordings.

## Descrizione
L'album è la prima pubblicazione in studio del gruppo a distanza di 18 anni dall'uscita di Album of the Year, nonché il primo totalmente autoprodotto, in quanto è stato prodotto dal bassista del gruppo, Bill Gould, e pubblicato attraverso la propria etichetta discografica indipendente Reclamation Recordings, sussidiaria della Ipecac Recordings, etichetta del frontman Mike Patton.
Ad anticiparne la pubblicazione sono stati due singoli. Il primo, intitolato Motherfucker, è stato distribuito il 28 novembre 2014 in occasione dell'annuale Black Friday del Record Store Day, mentre il secondo, Superhero, è stato reso disponibile per l'ascolto a partire dal 1º marzo 2015 attraverso il sito ufficiale della Marvel e successivamente pubblicato il 23 dello stesso mese nel formato 7".
Il 22 maggio è stato invece pubblicato per la rotazione radiofonica Sunny Side Up.

## Tracce
1. Sol Invictus – 2:37
2. Superhero – 5:15
3. Sunny Side Up – 2:59
4. Separation Anxiety – 3:44
5. Cone of Shame – 4:40
6. Rise of the Fall – 4:09
7. Black Friday – 3:19
8. Motherfucker – 3:30
9. Matador – 6:08
10. From the Dead – 3:06

## Formazione
Gruppo
- Mike Patton – voce
- Jon Hudson – chitarra
- Bill Gould – basso
- Roddy Bottum – tastiera, voce
- Mike Bordin – batteria

Produzione
- Bill Gould – produzione, ingegneria del suono
- Matt Wallace – missaggio
- Maor Appelbaum – mastering

## Classifiche
| Classifica (2015)          | Posizione massima |
| -------------------------- | ----------------- |
| Australia                  | 2                 |
| Austria                    | 7                 |
| Belgio (Fiandre)           | 4                 |
| Belgio (Vallonia)          | 12                |
| Canada                     | 9                 |
| Danimarca                  | 6                 |
| Finlandia                  | 1                 |
| Francia                    | 12                |
| Germania                   | 4                 |
| Italia                     | 20                |
| Norvegia                   | 2                 |
| Nuova Zelanda              | 6                 |
| Paesi Bassi                | 7                 |
| Portogallo                 | 6                 |
| Regno Unito                | 6                 |
| Regno Unito (progressive)  | 6                 |
| Regno Unito (rock & metal) | 1                 |
| Spagna                     | 23                |
| Stati Uniti                | 15                |
| Stati Uniti (alternative)  | 2                 |
| Stati Uniti (hard rock)    | 1                 |
| Stati Uniti (independent)  | 1                 |
| Stati Uniti (rock)         | 2                 |
| Svezia                     | 27                |
| Svizzera                   | 3                 |
| Ungheria                   | 4                 |